# Słuszków (gromada)
Słuszków (do 31 XII 1959 Korzeniew) – dawna gromada, czyli najmniejsza jednostka podziału terytorialnego Polskiej Rzeczypospolitej Ludowej w latach 1954–1972.
Gromady, z gromadzkimi radami narodowymi (GRN) jako organami władzy najniższego stopnia na wsi, funkcjonowały od reformy reorganizującej administrację wiejską przeprowadzonej jesienią 1954 do momentu ich zniesienia z dniem 1 stycznia 1973, tym samym wypierając organizację gminną w latach 1954–1972.
Gromadę Słuszków z siedzibą GRN w Słuszkowie utworzono 1 stycznia 1960 w powiecie kaliskim w woj. poznańskim w związku z przeniesieniem siedziby GRN gromady Korzeniew z Korzeniewa do Słuszkowa i zmianą nazwy jednostki na gromada Słuszków. Równocześnie do nowo utworzonej gromady Słuszków przyłączono obszar zniesionej gromady Kościelec w tymże powiecie.
W 1965 gromada miała 27 członków GRN.
1 stycznia 1969 do gromady Słuszków włączono miejscowość Przyranie z gromady Zbiersk w tymże powiecie.
Gromada przetrwała do końca 1972 roku, czyli do kolejnej reformy gminnej. Obecnie Słuszków jest siedzibą gminy Mycielin.